# Agrostis boyacensis
Agrostis boyacensis är en gräsart som beskrevs av Jason Richard Swallen och Garc.-barr. Agrostis boyacensis ingår i släktet ven, och familjen gräs.
Artens utbredningsområde är Colombia. Inga underarter finns listade i Catalogue of Life.